# 莫斯克拉 (昆迪納馬卡省)

莫斯克拉（西班牙語：Mosquera）是哥倫比亞的城市，位於該國西南部，由昆迪納馬卡省負責管轄，距離首都波哥大2公里，始建於1861年9月27日，面積107平方公里，海拔高度2,290米，2005人口63,584。
04°42′28″N 74°13′58″W / 4.70778°N 74.23278°W